# 韋赫馬

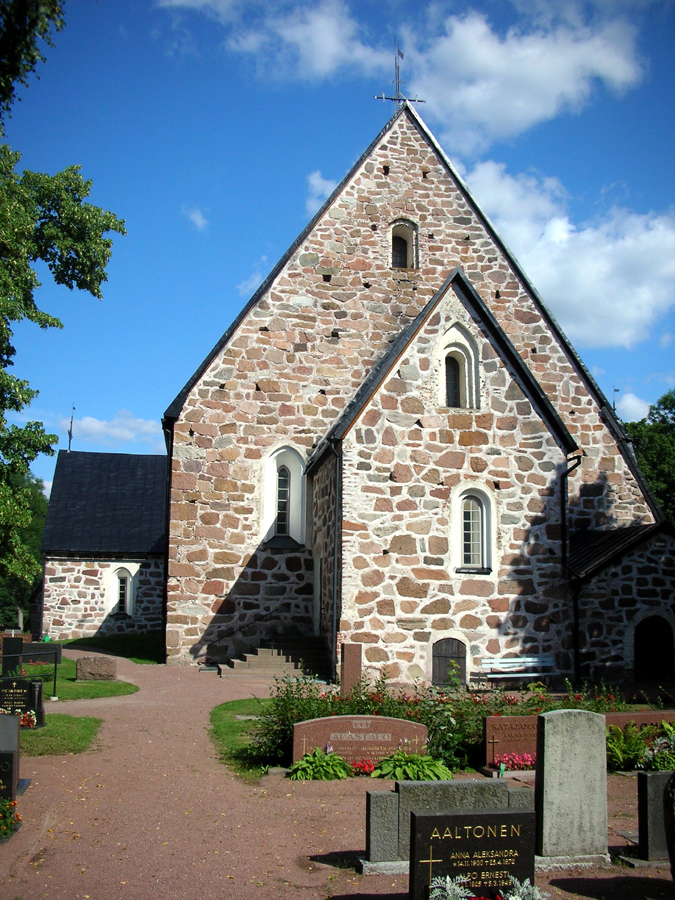
韦赫马教堂

韋赫馬（芬蘭語：Vehmaa）是芬蘭的市鎮，位於該國南部，由西南芬蘭區負責管轄，距離圖爾庫40公里，始建於1869年，面積202.09平方公里，2013年人口2,357，人口密度為每平方公里12.49人。

## 外部連結
- Municipality of Vehmaa （页面存档备份，存于） – Official website （文）
- Balmoral Red Fine Grain Granite